# Kyjatice
Kyjatice (in ungherese: Kiéte) è un comune della Slovacchia facente parte del distretto di Rimavská Sobota, nella regione di Banská Bystrica.